# Walter E. Fuß
Walter Eberhardt Fuß (* 24. Mai 1921 in Hamburg; † 1. April 1996 in Potsdam) war ein deutscher Schauspieler.

## Leben
Nach dem Zweiten Weltkrieg begann Walter Eberhardt Fuß eine Theaterlaufbahn in Berlin und spielte unter anderem am Hans Otto Theater in Potsdam. Mitte der 1950er Jahre fand er den Weg zu Film und Fernsehen, wo er hauptsächlich Nebenrollen spielte. Nachhaltige Berühmtheit erlangte Walter E. Fuß als Professor Flimmrich in Bei Professor Flimmrich des DDR-Fernsehens, wo er seit 1959 mehr als zwei Jahrzehnte lang zunächst an jedem Montag um 16 Uhr, dann an jedem Samstag um 14 Uhr jeweils einen Kinder- oder Jugendfilm vorstellte. Aus gesundheitlichen Gründen zog er sich 1980 von Film, Fernsehen und Theater zurück.

## Filmografie (Auswahl)
- 1950: Das kalte Herz
- 1952: Schatten über den Inseln
- 1952: Sein großer Sieg
- 1954: Ernst Thälmann – Sohn seiner Klasse
- 1954: Stärker als die Nacht
- 1955: Ernst Thälmann – Führer seiner Klasse
- 1956: Junges Gemüse
- 1957: Alter Kahn und junge Liebe
- 1957: Lissy
- 1957: Vergeßt mir meine Traudel nicht
- 1957: Bärenburger Schnurre
- 1958: Meine Frau macht Musik
- 1958: Geschwader Fledermaus
- 1958: Das Lied der Matrosen
- 1958: Der Prozeß wird vertagt
- 1958: Klotz am Bein
- 1959: Ein ungewöhnlicher Tag
- 1959: Eine alte Liebe
- 1960: Seilergasse 8
- 1961: Das Kleid
- 1961: Professor Mamlock
- 1961: Der Fall Gleiwitz
- 1961: Schneewittchen
- 1962: Auf der Sonnenseite
- 1962: Die schwarze Galeere
- 1962: Die Jagd nach dem Stiefel
- 1962: Ach, du fröhliche …
- 1962: Das zweite Gleis
- 1962: Blaulicht: Das Gitter (TV-Serie)
- 1962/1990: Monolog für einen Taxifahrer (Fernsehfilm)
- 1963: Sonntagsfahrer
- 1963: Nebel
- 1964: Geliebte weiße Maus
- 1964: Die goldene Gans
- 1965: Die Abenteuer des Werner Holt
- 1965: Das Kaninchen bin ich
- 1965: Lots Weib
- 1965: Wenn du groß bist, lieber Adam
- 1966: Die Söhne der großen Bärin
- 1966: Schwarze Panther
- 1967: Der Revolver des Corporals
- 1968: Heroin
- 1968: 12 Uhr mittags kommt der Boß
- 1969: Krupp und Krause (TV-Mehrteiler)